# Coptobasis ridopalis
Coptobasis ridopalis là một loài bướm đêm trong họ Crambidae.